# 搖椅

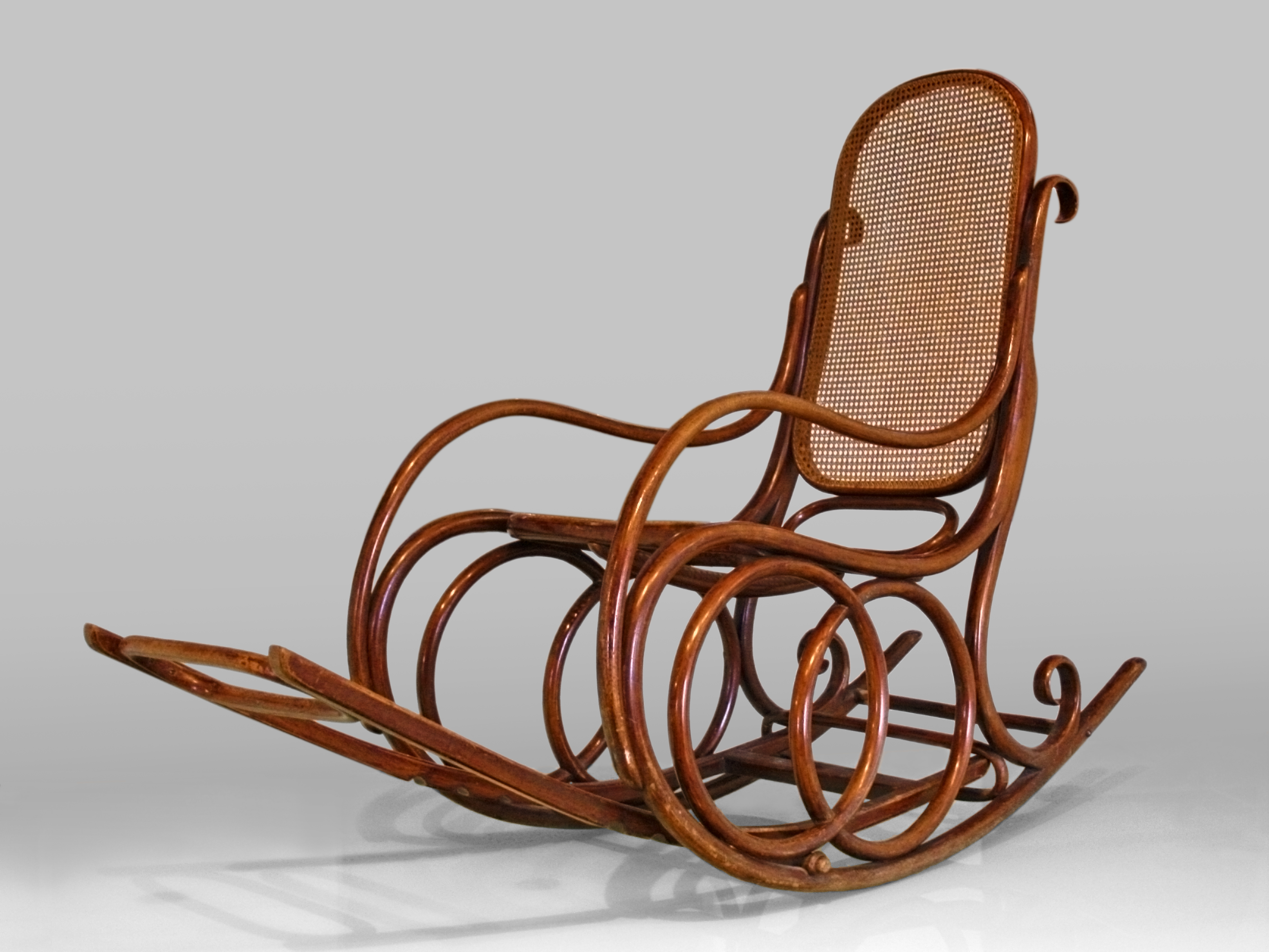
搖椅

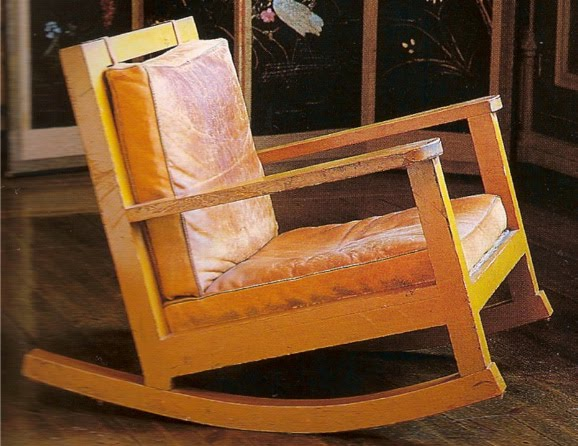
由瑞典画家兼家具设计师卡琳·拉森设计的摇椅

搖椅是一种可以前後搖動的椅子，其底部采用曲形底座。就坐者座于摇椅之上後，他可以通過曲形底座讓搖椅前后摇动。摇椅通常由木材制成。一些摇椅可以折叠。